# Consorci Regional de Transports de Madrid
El Consorci Regional de Transports Públics Regulars de Madrid o Consorci Regional de Transports de Madrid és un organisme autònom articulador de la cooperació i participació de la Comunitat de Madrid, el Ministeri de Foment i dels ajuntaments de la regió en la gestió conjunta del servei de transport públic regular de viatgers. Va ser constituït el 1986. El CTRM va establir una tarifes vàlides comuns per a tots els modes de transport en els seus corresponents àmbits espacials de validesa en forma d'abonament mensual.
Mitjançant un conveni amb la Junta de Comunitats de Castella-la Manxa que va entrar en vigor el 2001, el CRTM va passar a oferir abonaments específics per a viatgers d'algunes localitats de les províncies de Guadalajara, Toledo i Conca pròximes a la Comunitat de Madrid. Al maig de 2007 van entrar en vigor abonaments per a les províncies d'Àvila i Segòvia, a Castella i Lleó.